# Vladimir Vladimirovich Mayakovsky
Vladimir Vladimirovich Mayakovsky (tiếng Nga: Влади́мир Влади́мирович Маяко́вский; 19 tháng 7 năm 1893 — 14 tháng 4 năm 1930) là một nhà thơ người Nga, một đại diện tiêu biểu nhất của trường phái thơ vị lai của thế kỉ 20.

## Tiểu sử
Mayakovsky sinh tại làng Baghdati, tỉnh Kutaisy, Gruzia trong một gia đình kiểm lâm. Vì sinh vào ngày sinh của bố nên được đặt tên trùng với tên bố. Cả bố và mẹ đều là những người có dòng dõi quý tộc. Lên 8 tuổi đã ham mê sách vở và thích đọc nhiều loại sách. Năm 1907, sau cái chết đột ngột của người cha, cả gia đình chuyển về Moskva. Năm 1908 ông vào Đảng Công nhân Dân chủ Xã hội Nga và tham gia hoạt động bí mật nên bỏ học từ lớp 5. Ông đã ba lần bị bắt giam, 11 tháng ngồi tù vì tội hoạt động cách mạng bí mật.
Năm 1911 Mayakovsky học hội họa, điêu khắc và kiến trúc ở Trường Nghệ thuật Moskva. Tại đây ông làm quen với David Davidovich Burliuk – một trong những thủ lĩnh của nhóm Vị lai. Burlyuk đánh giá cao tài thơ của Mayakovsky và khuyên nên tiếp tục sáng tác. Mayakovsky thường xuyên tham dự vào các buổi sinh hoạt văn nghệ và đọc thơ. Thời kỳ sau cách mạng Mayakovsky vẫn tích cực đi đọc thơ ở nhiều nơi. Được công chúng đánh giá là người đọc thơ hay tuyệt vời, giọng ngân vang và mạnh mẽ, là người biết truyền đạt đến người nghe những chi tiết của cả âm thanh lẫn sắc màu.
Từng có một thời trong các sách giáo khoa ở Liên Xô người ta gọi Mayakovsky là "lá cờ đầu của thơ ca Tháng Mười", "sự thể hiện sống động của một kiểu nhà thơ mới – người chiến sĩ tích cực đấu tranh cho tương lai tươi sáng của dân tộc"... Sau khi Liên Xô sụp đổ một số người lại đòi vứt Mayakovsky khỏi "Con tàu Hiện đại" như ngày nào Mayakovsky, cùng với một số người, đã ký tên vào bản tuyên ngôn của nhóm Vị lai: "vứt Pushkin, Dostoevsky, Tolstoy... khỏi Con tàu Hiện đại".
Di sản thi ca của Mayakovsky rất đồ sộ và sự cách tân hình thức thơ của ông đã có ảnh hưởng không chỉ đến thơ ca Nga mà thơ ca cả thế giới. Trường ca Đám mây mặc quần (Облако в штанах) được coi là một kiệt tác của Mayakovsky. Bài thơ tình với cảm xúc mãnh liệt đến mức hoang dại. Nhà thơ tạo nên một hình thức mới, một hơi thở mới cho thơ ca Nga bằng việc cắt đứt vần điệu, trộn lẫn ngôn ngữ nói, cách thức biểu đạt thô thiển với những câu thơ mềm mại. Người ta vẫn thường so sánh Mayakovsky với T. S. Eliot.

## Tác phẩm
- Ночь (Đêm, 1912), thơ

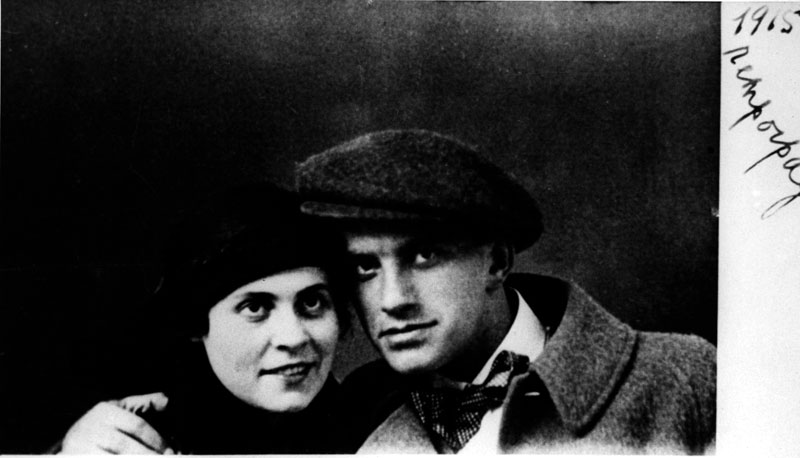
Vladimir Mayakovsky và người tình Lilya

- Владимир Маяковский (Vladimir Maiakovsky, 1914), bi kịch
- Облако в штанах (Đám mây mặc quần, 1915), trường ca
- Флейта-позвоночник (Cây sáo-cột sống, 1916), trường ca
- Человек (Con người, 1916—1917), trường ca
- Все сочиненное Владимиром Маяковским (Tuyển tập Vladimir Maikovsky, 1919)
- 150000000 (1921), trường ca
- Владимир Ильич Ленин (Vladimir Ilich Lenin, 1924), trường ca
- Хорошо! (Tốt lắm!, 1927), trường ca
- Письмо Татьяне Яковлевой (Bức thư gửi Tatyana Yakovleva, 1928), thơ
- Клоп (Con rệp, 1929), kịch
- Баня (Nhà tắm, 1930), kịch